# Velký Ořechov
Velký Ořechov település Csehországban, a Zlíni járásban. Velký Ořechov Pašovice, Částkov, Doubravy, Kelníky, Dobrkovice, Hřivínův Újezd és Kaňovice településekkel határos. Lakosainak száma 734 fő (2024. január 1.).

## Népesség
A település lakosságának változását az alábbi diagram mutatja:
| Lakosok száma | 328  | 486  | 514  | 702  | 644  | 746  | 765  | 755  | 719  | 734  |
|               | 1869 | 1900 | 1921 | 1961 | 1980 | 2011 | 2016 | 2019 | 2021 | 2024 |